# カビコール
カビコール (Chavicol) またはp-アリルフェノール (p-allylphenol) は、天然のフェニルプロペンである。化学構造は、ベンゼン環の水素原子がパラ位でヒドロキシ基とプロペニル基に置換している。無色の液体で、テルペンとともにキンマ油に含まれる。アルコール、エーテル、クロロホルムに可溶である。
カビコールは臭気物質として香水に用いられる。